# Philippe Léotard

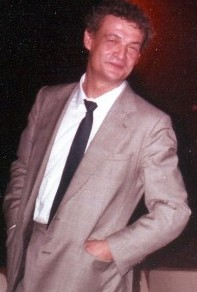
Philippe Léotard in den 1980ern

Philippe Léotard (* 28. August 1940 in Fréjus; † 25. August 2001 in Paris) war ein französischer Schauspieler und Sänger. Er war der Bruder des Politikers François Léotard.

## Leben
Auf seine Theateranfänge bei Ariane Mnouchkine folgte 1970 ein Kurzauftritt als Streit suchender Betrunkener in François Truffauts Spielfilm Tisch und Bett. Truffaut war es auch, der ihm nach einer Nebenrolle in Zwei Mädchen aus Wales und die Liebe zum Kontinent mit der Rolle des Clovis in Ein schönes Mädchen wie ich erstmals eine größere Filmrolle anvertraute. Seinen Durchbruch erlebte er Anfang der 1980er Jahre als Spitzel Dédé Laffont in La Balance – Der Verrat, wofür er 1983 einen César als bester Hauptdarsteller erhielt. Léotard arbeitete mit bedeutenden französischsprachigen Regisseuren seiner Zeit zusammen, darunter Claude Miller, Claude Goretta, Maurice Pialat, Claude Lelouch, Alain Tanner und Patrice Chéreau.
Léotard, der Alkohol- und Drogenprobleme hatte, starb an einer Lungenkrankheit. Er wurde in Paris auf dem Montparnasse-Friedhof in der 9. Division beigesetzt.

## Filmografie
- 1970: Tisch und Bett (Domicile conjugal)
- 1971: Zwei Mädchen aus Wales und die Liebe zum Kontinent (Les deux Anglaises et le continent) – Regie: François Truffaut
- 1971: Das Mädchen und der Kommissar (Max et les ferrailleurs)
- 1971: Camille ou la comédie catastrophique – Regie: Claude Miller
- 1972: Ein schönes Mädchen wie ich (Un belle fille comme moi)
- 1972: Mit 20 Jahren in den Aures (Avoir 20 ans dans les Aurès) – Regie: René Vautier
- 1972: Le Franc-tireur – Regie: Jean-Max Causse und Roger Taverne
- 1972: Kommando R.A.S. (R.A.S.) – Regie: Yves Boisset
- 1972: Rak – Regie: Charles Belmont
- 1973: Der Schakal (The Day of the Jackal)
- 1973: Juliette et Juliette – Regie: Remo Forlani
- 1973: Kamouraska – Eine mörderische Liebe (Kamouraska) – Regie: Claude Jutra
- 1974: Ganz so schlimm ist er auch nicht (Pas si méchant que ça) – Regie: Claude Goretta
- 1974: Die Qual vor dem Ende (La gueule ouverte) – Regie: Maurice Pialat
- 1974: Die Mitte der Welt (Le milieu du monde) – Regie: Alain Tanner
- 1975: Eine Katze jagt die Maus (Le chat et la souris) – Regie: Claude Lelouch
- 1975: French Connection II
- 1975: Die gelbe Karawane
- 1975: Ein wildes Wochenende (La traque) – Regie: Sege Leroy
- 1976: Im Schatten der Schlösser (L’ombre des châteaux) – Regie: Daniel Duval
- 1976: Vincent mit l’âne dans un pré (et s’en vint dans l’autre) – Regie: Pierre Zucca
- 1976: Der Gute und die Bösen (Le bon et les méchants) – Regie: Claude Lelouch
- 1977: Besuch Mama, Papa muß arbeiten (Va voir maman, papa travaille) – Regie: François Leterrier
- 1977: Russisches Dreieck (Bonheur, impair et passe) – Regie: Roger Vadim
- 1977: Familienfest (La communion solennelle) – Regie: René Féret
- 1977: Der Richter, den sie Sheriff nannten (Le juge Fayard, dit Le Shériff) – Regie: Yves Boisset
- 1978: Die letzte Ausgabe (Judith Therpauve) – Regie: Patrice Chéreau
- 1979: Giganten der Landstraße (L’empreinte des géants) – Regie: Robert Enrico
- 1979: La mémoire courte – Regie: Eduardo de Gregorio
- 1980: Ferien für eine Woche (Une semaine de vacances)
- 1980: Kleine Verführerin (La petite sirène) – Regie: Roger Andrieux
- 1981: Les babas cool – Regie: François Leterrier
- 1982: La Balance – Der Verrat (La balance)
- 1982: Hiver 60 – Regie: Thierry Michel
- 1982: Der Schock (Le choc) – Regie: Robin Davis
- 1982: Mora – Regie: Léon Desclozeaux
- 1982: Brainwash – Ein Mann in Bestform (Paradis pour tous) – Regie: Alain Jessua
- 1983: Am Rande der Nacht (Tchao pantin) – Regie: Claude Berri
- 1983: Die Piratin (La pirate) – Regie: Jacques Doillon
- 1983: Großstadthölle – Gehetzt und gejagt (Les fauves) – Regie: Jean-Louis Daniel
- 1984: Adieu blaireau – Regie: Bob Decout
- 1984: Nobody’s Woman (Femmes de personne) – Regie: Christopher Frank
- 1985: Rouge-Gorge – Regie: Pierre Zucca
- 1985: Das Morgengrauen (L’aube)
- 1985: Tangos (Tangos, l’exil de Gardel) – Regie: Fernando E. Solanas
- 1986: Der Tölpel (Le paltoquet) – Regie: Michel Deville
- 1986: Die Liebe der Florence Vannier (L’état de grâce) – Jacques Rouffio
- 1987: Jane B. par Agnes V. – Regie: Agnès Varda
- 1987: Das Testament eines ermordeten jüdischen Dichters (Le testament d’un poète juif assassiné) – Regie: Frank Cassenti
- 1987: Wenn die Sonne nicht wiederkäme (Si le soleil ne revenait pas) – Regie: Claude Goretta
- 1988: L’œuvre au noir – Regie: André Delvaux
- 1988: Snackbar Budapest – Regie: Tinto Brass
- 1988: La couleur du vent – Regie: Pierre Granier-Deferre
- 1988: Süden – Sur (Sur / Le sud) – Regie: Fernando E. Solanas
- 1989: Mitternachtssirenen (Les sirènes de minuit) – Regie: Philipp Lefebvre
- 1989: So sind die Tage und der Mond (Il y a des jours … et des lunes) – Regie: Claude Lelouch
- 1989: Der Mann, der sich verdächtig machte – Regie: Yves Boisset
- 1989: Rebell hinter Gittern (Le dénommé) – Regie: Jean-Claude Dague
- 1990: Highway Lovers – Liebe mit 300 PS (Highway Lovers) – Regie: Philippe Roussell
- 1990: Gavre Princip – Himmel unter Steinen – Regie: Peter Patzak
- 1991: Im Banne der Schlange (La part du serpent) – Regie: Max Reid
- 1991: Carne – Fleisch (La carne) – Regie: Marco Ferreri
- 1991: Ville à vendre – Regie: Jean-Pierre Mocky
- 1993: Im Kreis der Iris – Regie: Peter Patzak
- 1994: Le voleur et la menteuse – Regie: Paul Boujenah
- 1995: Elisa (Élisa) – Regie: Jean Becker
- 1995: Les Misérables (Les misérables) – Regie: Claude Lelouch
- 1995: Frei wie ein Vogel (Pigeon volé) – Regie: Mehdi Charef
- 1995: Die Stimme des Blutes (L’enfant en héritage) – Regie: Josée Dayan
- 1996: Black Dju Dibonga (Black Dju) – Regie: Pol Cruchten
- 1996: Pandora – Regie: António da Cunha Telles
- 1997: La momie à mi-mots – Regie: Laury Granier

## Diskografie
- 1990: À l’amour comme à la guerre
- 1994: Chante Ferré
- 1996: Je rêve que je dors
- 2000: Demi-mots amers